# بی‌جایگزین
بی‌جایگزین (به انگلیسی: Irreplaceable) تک‌آهنگی از هنرمند اهل ایالات متحده آمریکا بیانسه است که در ۲۶ اکتبر ۲۰۰۶ منتشر شد.
این تک‌آهنگ در چارت‌های استرالیا، ایرلند، نیوزلند در رتبه اول و در چارت‌های دانمارک، سوئیس، نروژ، جزو ده ترانه اول قرار گرفت.